# Слобідзька сільська рада
Слобідзька сільська рада (біл. Слабадзкі сельсавет) — адміністративно-територіальна одиниця в складі Мядельського району розташована в Мінській області Білорусі. Адміністративний центр — Слобода.
Слобідзька сільська рада розташована на межі центральної Білорусі, в північній частині Мінської області орієнтовне розташування — супутникові знимки, на південний схід від Мяделі.
До складу сільради входять 35 населених пунктів:
- Бокачі • Войтехове • Гулі • Двір Кропивно • Дягилі • Жутино • Заврутки • Зиково • Ковалі • Константинове • Кропивне • Красняни • Кузьмичі • Кухальські • Лейці • Леонардове • Мілти • Мутевщина • Некасецьк • Петрилівці • Ногавки • Ногавщино • Охобни • Посопове • Славичі • Пугачі • Ромашки • Рубаники • Слобода • Слобідка • Судники • Старина • Студениця • Янушівка • Яцини.